# Guerrilla gardening
Le guerrilla gardening ou guérilla jardinière est un mouvement d'activisme politique, utilisant le jardinage comme moyen d'action environnementaliste, pour défendre le droit à la terre, la réforme agraire, la permaculture. 
Les activistes occupent des endroits abandonnés, publics ou privés, et y mettent en place des récoltes, afin d'interpeller les pouvoirs sur leur utilisation. Potentiellement, tous les lieux ou surfaces nues peuvent ainsi être semés. Selon Estelle Millou, les buts de ce situationnisme écologiste sont doubles ;  créer une biodiversité de proximité dans les villes, des espaces communautaires conviviaux et bousculer les limites de la propriété privée.

## Histoire

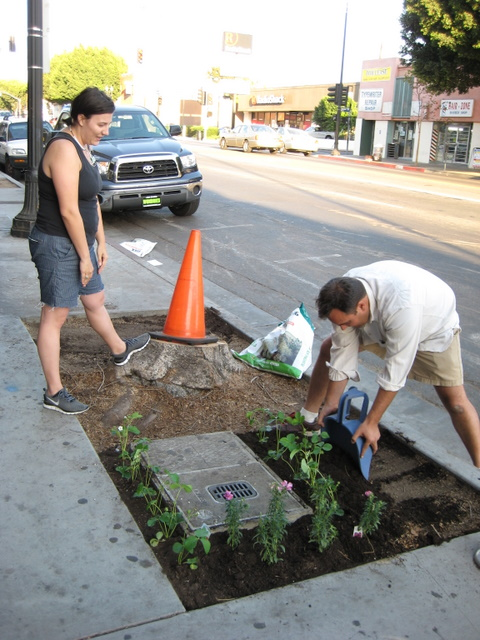
Guerrilla gardening dans une rue de Los Angeles.

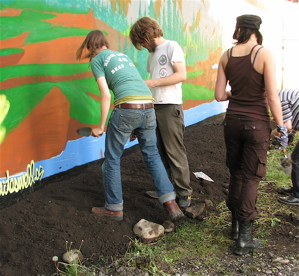
Des jardiniers-guérilleros plantant des légumes dans le centre-ville de Calgary.

D'origine espagnole, le terme guérilla signifie « petite guerre » et est emprunté à la terminologie militaire.
Le mouvement de guerrilla gardening a débuté officiellement en 1973 à New York avec Liz Christy et la « guérilla verte » (green guerrilla), avec pour objectif de convertir un lotissement abandonné de Manhattan en jardin collectif. On peut cependant remonter jusqu'aux diggers (« bêcheurs ») de Gerrard Winstanley et William Everard (en) sous la république anglaise : ils réclamaient le droit de cultiver et habiter les terrains communaux et ceux des propriétaires terriens sans leur consentement et sans redevances (à la suite de l'enclosure).
En France, les pionniers sont sans doute les membres de l'association Rennes jardin[réf. nécessaire]. À la suite des restructurations de circulation, notamment du métro, l'association a planté 200 m2 d'ifs, troènes et merisiers rue de l'Alma à Rennes, à l'emplacement d'une maisonnette détruite par les travaux. Grâce à ses actions, une convention est signée entre cette association et la ville permettant aux habitants de végétaliser leur quartier, et plus particulièrement leurs murs (opération « Embellissons nos murs », lancée en 2004). La youtubeuse et maraîchère Ophélie Damblé popularise la pratique en France et écrit la bande dessinée Guérilla Green avec le dessinateur Cookie Kalkair.
Initiée dans les années 1970 du côté de New York, la pratique est répandue dans de nombreuses villes. En janvier 2022, différents activistes parcourent les rues à pied, à vélo ou en skateboard et arrosent les rues de graines. Une des pratiques est la semence de graines de fleurs sauvages indigènes. Certains choisissent des sites où ils circulent souvent.